# Bassin en pull-apart
En géologie, un bassin en pull-apart est un bassin sédimentaire allongé formé à la faveur d'une zone locale affectée par une tectonique coulissante et en extension. Ce bassin est une zone de décrochement le long de failles plus ou moins parallèles où les blocs se déplacent latéralement les uns par rapport aux autres. Le déplacement laisse un espace pour la sédimentation. Ce type de bassin est aussi appelé bassin transtensif ou rhombochasme.

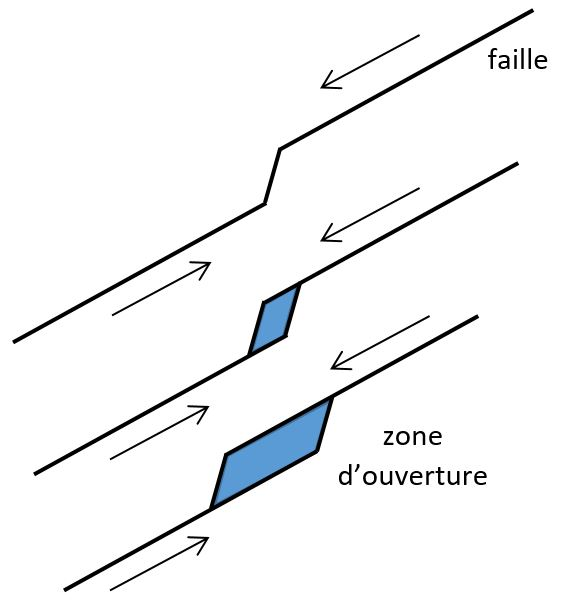
Pull-apart, vue de dessus

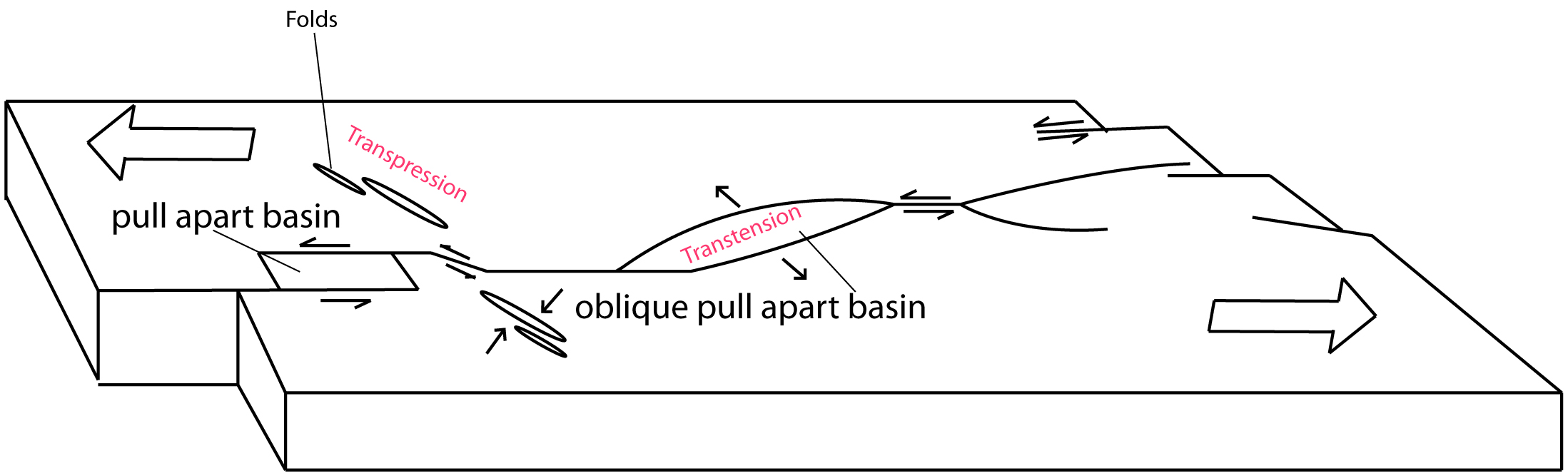

## Différentes échelles
- Dans un contexte local, les dépôts de calcite se font dans une faille en Dordogne, liée à l'anticlinal de Chapdeuil - La Tour Blanche.
- Dans un contexte géodynamique plus vaste, vous pouvez étudier le bassin houiller de Plan-de-la-Tour (massif des Maures) ou la formation des Pyrénées.

La formation de la Mer Morte,  est un bon exemple de ce type de bassin. Elle est liée à la marge entre la plaque arabique et la Méditerranée. Le fonctionnement des failles transformantes, en milieu continental, sans influence lié à la température, est relativement simple. Le système de failles de la mer Morte est une zone de cisaillement orientée nord-sud qui s'étend sur environ 110 km durant les 15 derniers millions d'années. La conséquence est une extension mécanique de la croûte continentale.